# Vik (Flatanger)
Pour les articles homonymes, voir Vik (homonymie).
Vik est un village de la commune de Flatanger dans le comté de Trøndelag, en Norvège.

## Description
Le village est situé à environ 14 kilomètres au sud-ouest du village de Lauvsnes qui est le chef-lieu de la commune de Flatanger. L'église de Vik, datant de 1873, s'y trouve aussi.